# ハムスター日記
『ハムスター日記・うりうりうり坊!』（ハムスターにっき・うりうりうりぼう）は、めで鯛によるハムスター漫画。芳文社の『まんがタイムオリジナル』、『まんがタイムファミリー』で連載された。

## あらすじ
鳥野家にひきとられたハムスター・うり坊は、長女・卵と父・鷹男の寵愛を受けて大騒動。

## 登場人物

### 鳥野家
うり坊
卵曰く、鳥野家の次女。しかし、ジャンガリアンハムスターである。
卵が「妹ができたけど」と話したのを、近所の主婦たちはペットだとは思わず、鷹男が愛人つくって子供をつくったのかと疑った。
体の模様がイノシシの模様に似ているので名付けられた。
「番ハム」の役に立っていて、泥棒を可愛さで退散させたことがあった。
卵（たまご）
鳥野家の長女。ツインテールの女子小学生。10歳。
うり坊愛（ラブ）だが、鷹男のハム馬鹿ぶりには呆れている。
同級生女子三人とハムスターサークルを創設。鷹男、源治郎も加入。
鷹男（たかお）
卵の父で50歳。鳥野家では一番、うり坊に溺愛している（うり坊にそっくりな卵の校長を間違えたことがあった）。
卵主催のハムスターサークルでは（入れてほしいと懇願して入れてもらい、）会員番号5番。
幼馴染のまーくんとはペットのことで張り合う。
花子（はなこ）
卵の母。趣味は園芸、うり坊にはあまり興味がない。鷹男より数歳年下（40代後半）であることが判明。
鉢植えの「ピエール」「ジョディ」「エバ」「キャサリン」「エリザベス」を育てている。
金ちゃん
卵が飼育している金魚（卵曰く鳥野家の三女）。鷹男に「この子も家族だから表札に入れてほしい」とせがむ。
結果、花子のリクエストもあって、鳥野家の表札には「鷹男・花子・卵・うり坊・金ちゃん・鉢植え一同」と書かれた。

### その他
鷲尾カズ
卵の同級生で坊主頭の男子。卵にずっと片思いしている。
卵やグリーンピースのことがあって、悠のことは大嫌い。
基本、両親に（悪い意味で）放置プレイされることが多い。
鷲尾父（まーくん）
鷹男の幼馴染。「としちゃん」「まーくん」と呼び合う仲。
実家が八百屋で、卵たちに大根をお年玉としてプレゼント。
鷲尾母
花子とは夫のペットバカぶりに呆れるという共通点で意気投合。
ポチ
カズ父が溺愛するぶち犬、雄でダルメシアンの血筋がある雑種。
担任
卵たちのクラスで教鞭を執る担任の女先生。
ペットを飼う鳥野家などの暴走に呆然とする。
源治郎、ハム助
鷹男の勤務する会社を経営している60歳の社長と、彼の飼育するジャンガリアンハムスターの雄。
鷹男とは同じハムバカで意気投合、卵主催のハムスターサークルに鷹男の頼みで入れてもらい、会員6番。
あーちゃん
卵の同級生で茶髪、人間の妹がいる。
ほかに黒髪女子の同級生がいて、彼女は熱帯魚を飼育。
ハムスターサークルの女子たち
卵（会員番号1番）が創部したプライベートクラブで、同級生の麻生カナ（2番）、福屋マサミ（3番）、志村ミサ（4番）が加入。
鷹男に頼まれて、鷹男と源治郎も入れてもらった。
悠
鳥野家の隣に越してきた、卵の同級生となる男子。美男子で卵に惚れられる。
彼のかわいいの基準が卵に理解しかねている。
キャンディ
悠の飼育する雌のブルテリア犬。
他にもモルモットや食虫植物を飼育。
小林
鷹男、まーくんの幼馴染。二人のペットバカぶりを理解できない。
みーちゃん
近所のタバコ屋の飼い猫。

## 書誌情報
- めで鯛『ハムスター日記 うりうりうり坊!』 芳文社〈まんがタイムコミックス〉、全6巻
  1. ISBN 9784832261426（1999年7月）
  2. ISBN 9784832261587（2000年1月）
  3. ISBN 9784832261938（2001年1月）
  4. ISBN 9784832262317（2001年12月）
  5. ISBN 9784832262737（2002年12月）
  6. ISBN 9784832263178（2003年12月）